# 803 (číslo)
Osm set tři je přirozené číslo. Následuje po čísle osm set dva a předchází číslu osm set čtyři. Římskými číslicemi se zapisuje DCCCIII a řeckými číslicemi ωγ.

## Matematika
803 je:
- Deficientní číslo
- Poloprvočíslo
- Nešťastné číslo

## Astronomie
- (803) Picka je planetka hlavního pásu, kterou objevil v roce 1915 Johann Palisa

## Roky
- 803
- 803 př. n. l.